# Jan de Hartog
Jan de Hartog (22. dubna 1914, Haarlem, Nizozemsko – 22. září 2002, Houston, USA) byl nizozemský spisovatel a dramatik.

## Život
Jan de Hartly se narodil roku 1914 v nizozemském Haarlemu v rodině protestantského teologa. Odmalička projevoval vášeň pro moře a již v deseti letech utekl na kutr, kde pracoval jako plavčík. Na otcovo naléhání se sice vrátil domů, ale Nizozemskou královskou námořní akademii nedokončil. Našel si práci v amsterdamském přístavu na remorkéru a od roku 1932 pracoval jako inspektor přístavní policie. Do této doby se také datuje počátek jeho literární práce, ale jeho první díla neměla příliš velký úspěch. Začal tedy pod pseudonymem F. R. Eckmar publikovat úspěšné detektivky, které jsou spíše vtipnými parodiemi, ve kterých autor uplatnil humor, pitoresknost a hrůzostrašnost. Zvolený pseudonym byl vtipnou replikou na nepříznivou kritiku, protože znamená něco jako T. R. Hnisi nebo J. D. I. Sevycpat.
Roku 1940 se dočkal prvního úspěchu svým románem Hollands Glorie (Holandská sláva, česky též jako Plout musí námořník). Titul vyšel těsně před obsazením Nizozemska nacisty a pro svůj odbojný obsah vyvolal v obsazené zemi živý čtenářský ohlas. Ani okupanti proti knize nic nenamítali, dokud Hartog neodmítl roku 1942 vstoupit do kolaborantské umělecké komory. Román byl zakázán a Hartog se musel skrývat v Amsterdamu v ženském domově pro přestárlé. Roku 1943 se mu podařilo uprchnout do Anglie, kde pracoval v nizozemském zahraničním vysílání BBC Radio Oranje, roku 1949 přesídlil do Francie a roku 1957 do USA. Zde se plavil se svou rodinou na rybářském člunu po řekách a průplavech severní Ameriky, aby se nakonec usadil v Houstonu. Psal nizozemsky i anglicky a díla v angličtině následně překládal do nizozemštiny. A zatímco v USA byl považován za úspěšného spisovatele, v rodném Nizozemsku byla jeho díla přijímána většinou vlažně.
Kromě námořní a válečné tematiky se mnohá jeho díla vyznačují také silnou společenskou angažovaností. V USA se stal kvakerem, protestoval proti napalmovým náletům ve Vietnamu a knihou De kinderen (1969, Děti) svedl úspěšný boj se zákazem adopce asijských dětí v Nizozemsku. Se svou ženou se stal dobrovolným ošetřovatelem v chudinské nemocnici v Houstonu a své otřesné zážitky zpracoval v polodokumentárním románu The Hospital (1964, Nemocnice).
Hartog zemřel roku 2002 v houstonské nemocnici na bakteriální infekci po operaci kyčle. Jeho díla byla přeložena do více než patnácti jazyků.

## Dílo

### Próza
- Fort 99 (1931).
- Het huis met de handen (1931, Dům s rukama), sbírka detektivních povídek.
- Een linkerbeen gezocht (1935, Hledá se levá noha), detektivní román napsaný pod pseudonymem F. R. Eckmar. Jde o první svazek z pětidílné série, ve které vystupuje inspektor Gregory Boyarski se svou ženou Yvonne a jejich nadřízený komisař Poesiat. V tomto příběhu vyšetřují nepochopitelnou vraždu v koncertní síni.
- Spoken te koop (1936, Duchové na prodej), druhý svazek detektivní série napsané pod pseudonymem F. R. Eckmar, ve kterém se řeší úmrtí v domově pro staré dámy.
- Ave Caesar (1936).
- Ratten op de trap (1937, Krysy na schodech), třetí svazek detektivní série napsané pod pseudonymem F. R. Eckmar, tentokrát z divadelního prostředí.
- Drie dode dwergen (1938, Tři mrtví trpaslíci), čtvrtý svazek detektivní série napsané pod pseudonymem F. R. Eckmar, ve kterém řeší krádež vzácné mumie trpaslíka v amsterodamské anatomické laboratoři.
- Oompje Owadi. Verhalen uit het oude Rusland  (1938).
- De maagd en de moordenaar (1939, Panna a vrah), poslední pátý svazek detektivní série napsané pod pseudonymem F. R. Eckmar odehrávající se v jarmarečním a pouťovém parku.
- Hollands Glorie (1940, Holandská sláva), česky též jako Plout musí námořník. V románu mladý kapitán remorkéru Jan Wandelaar bojuje proti nespravedlivým rejdařům. Svůj boj nakonec vyhraje, byť za cenu osobní tragédie.
- Gods Geuzen (1947–1949), trilogie, příběh nizozemských lékařů a misionářů v koloniální Nizozemské východní Indii (dnešní Indonésie)
- Stella (1949), první díl tzv. válečné trilogie s milostným motivem odehrávající se roku 1940 mezi námořníky, kteří na remorkérech zachraňují postižené spojenecké lodě.
- Mary (1950), druhý díl tzv. válečné trilogie.
- Thalassa (1950), třetí díl tzv. válečné trilogie, příběh mladého námořního důstojníka, který po ukončení války hledá rovnováhu a uplatnění v životě i povolání.
- Herinneringen van een bramzijgertje (1951), anglicky jako The Lost Sea (1966, Ztracené moře), částečně autobiografický román, popis zážitků chlapce pracujícího jako plavčík na lodi, první část cyklu o kapitánu Harinxovi.
- The Distant Shore (1952, Vzdálené pobřeží), anglická verze románů Stella a Thalassa.
- De Kleine Ark (1953, Malá archa), dětská kniha odehrávající se za povodně v nizozemském Zeelandu.
- A Sailor's Life (1956, Námořníkův život).
- The Artist (1959, Umělec), název nizozemského překladu De Kunstenaar.
- The Inspector (1960, Inspektor), název nizozemského překladu De Inspecteur.
- The Hospital (1964, Nemocnice), název nizozemského překladu Het Ziekenhuis. Jde o otřesné polodokumentární románové svědectví o nemocnici pro chudé v Texasu, která trpí nedostatkem odborného personálu i nedostatkem finančních prostředků.
- The Captain (1966, Kapitán), adaptace knihy Mary, název nizozemského překladu De Kapitein, česky jako Kapitán Harinx, druhá část cyklu o kapitánovi Harinxovi, námětem románu jsou konvoje do Murmanska.
- The Peaceable Kingdom (1971–1975, Království míru), čtyřdílný románový cyklus z dějin kvakerského hnutí od poloviny 17. století do roku 1942, název nizozemského překladu Het koninkrijk van de vrede.
  - The Children of the Light (1971, Děti světla), název nizozemského překladu De kinderen van het licht.
  - The Holy Experiment (1972, Svatý experiment), název nizozemského překladu Het heilig experiment.
  - The Peculiar People (1975), název nizozemského překladu Het uitverkoren volk.
  - The Lamb's War, (1975), název nizozemského překladu De Oorlog van het Lam.
- Herinneringen aan Amsterdam (1980-1981, Vzpomínky na Amsterdam)), kniha vzpomínek na dětství.
- De grote brand (1981, Velký požár), dětská kniha.
- The Trail of the Serpent (1984, Stezka hada), název nizozemského překladu De vlucht van de Henny, román odehrávající se po japonském obsazení nizozemských kolonií v Indonésii roku 1942.
- The Commodore (1987, Komodor), název nizozemského překladu De Commodore, třetí část cyklu o kapitánovi Harinxovi.
- The Centurio (1989, Centurion), název nizozemského překladu De Centurio, čtvrtá část cyklu o kapitánovi Harinxovi, příběh o poslední plavbě.
- The Outer Buoy (1994, Vnější bóje), název nizozemského překladu De Buitenboei, pátá závěrečná část cyklu o kapitánovi Harinxovi.
- De Vlucht (1999, Let), v knize autor líčí své zážitky při svém letu v roce 1943 z okupovaného Nizozemska přes Francii a Švýcarsko do Španělska.
- A View of the Ocean (2007, Pohled na oceán), posmrtně vydáno autorovou manželkou Marjorií de Hartly, vzpomínková kniha na autorovu matku a na její smrt.